# Puffning

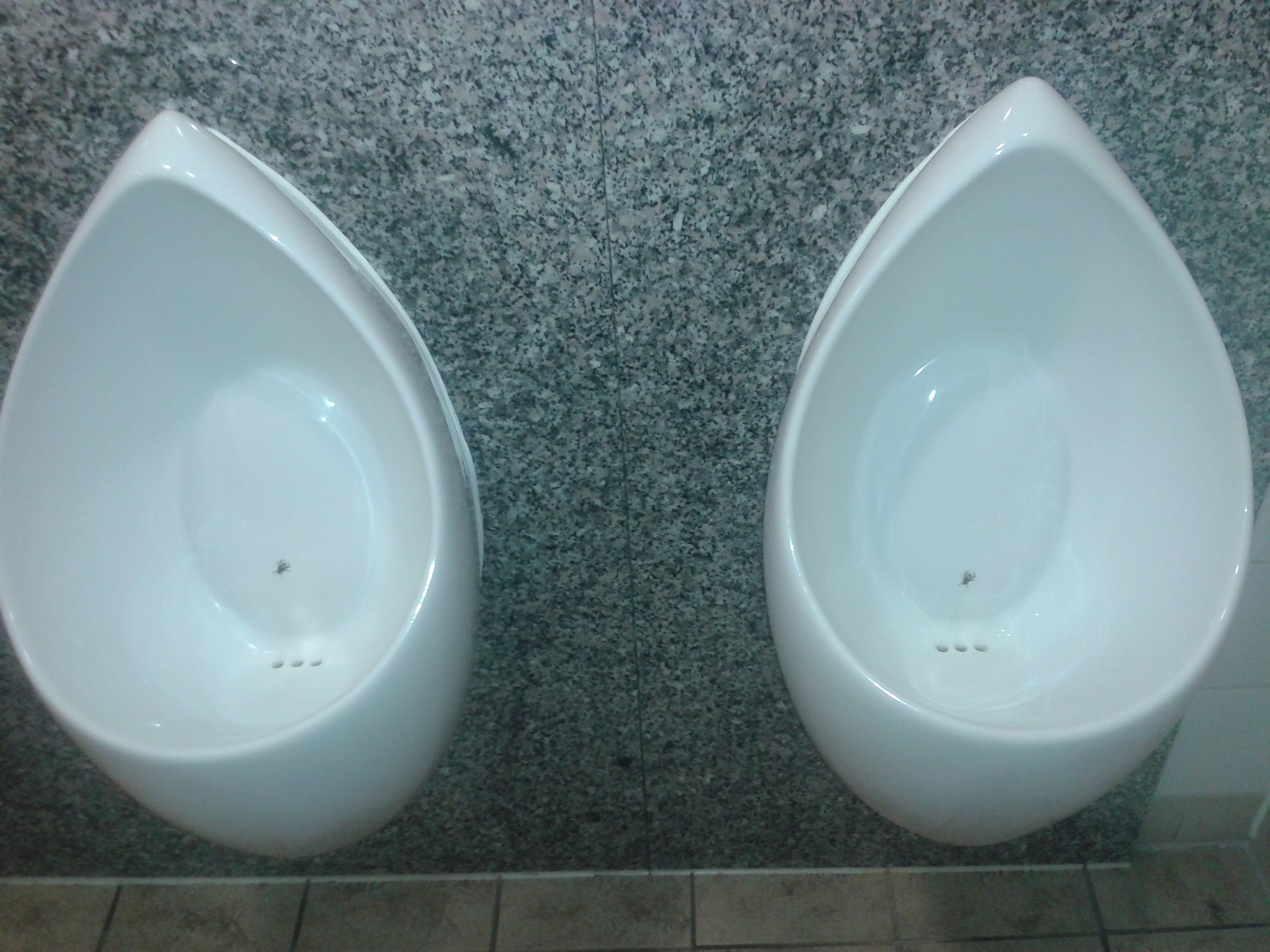
Ett omtalat exempel på puffning finns på Amsterdam-Schiphols flygplats där pissoarerna har en inetsad bild på en fluga för att "förbättra träffsäkerheten".

Puffning (eng. nudging) är en samlingsbegrepp inom beteendeekonomi som används för att beskriva policyverktyg vars syfte är att underlätta för individer att fatta beslut som främjar deras välfärd utan att begränsa deras handlingsfrihet. Detta kan ske genom att man påverkar rutinbeteenden eller förenklar val i situationer med komplex information. Exempel på puffning innefattar försök att erbjuda mindre lunchtallrikar för att minska matsvinn eller att införa ett streck i en cykelbana som ska leda cyklisterna till cykelparkeringen.
En puff (nudge) är oberoende av ekonomiska incitament, den ger med andra ord inte en belöning till användarna för att göra rätt. Att ge en belöning till den som beter sig rätt kallas istället för att ge en "kram" (eng. hug). Båda dessa är dock mjuka metoder, till skillnad från att straffa den som gör fel ("smäll" eller smack på engelska) eller förhindra att man kan göra fel överhuvudtaget ("fösning" eller shove på engelska) .
Puffning fungerar ofta på en undermedveten nivå, det vill säga att den gör det mer sannolikt att man tar ett visst val utan att märka det. Ett exempel är att ifall en restaurang sätter ett vegetariskt alternativ högst upp på menyn kommer fler att välja det, utan att veta varför. Detta kallas Typ 1-puffning. Men puffning kan också agera mot det medvetna sinnet, som i exemplet med en fluga i en urinoar. Männen märker att det finns någonting och väljer aktivt att sikta på den (se bilden till höger). Detta kallas för typ 2-puffning 
Begreppet puffa (nudge) myntades av Richard Thaler som år 2017 tilldelades Sveriges Riksbanks pris i ekonomisk vetenskap till Alfred Nobels minne "för hans bidrag till beteendeekonomi".
I Sverige har flera kommuner genomfört projekt med tydlig puffning för att minska nedskräpning, bland annat Göteborgs kommun.